# Verbrauchsdatum
Das Verbrauchsdatum ist das Datum, ab dem Lebensmittel, die in mikrobiologischer Hinsicht sehr leicht verderblich sind und nach kurzer Zeit eine unmittelbare Gefahr für die menschliche Gesundheit darstellen könnten (z. B. Hackfleisch, rohes Geflügelfleisch), nicht mehr verkauft werden dürfen.
Es gibt an, bis wann das Lebensmittel verbraucht sein sollte, die gesetzlich vorgeschriebene Kennzeichnung lautet: „verbrauchen bis …“. In Deutschland ist ein Inverkehrbringen nach Ablauf des Verbrauchsdatums verboten. Zusätzlich sind die einzuhaltenden Aufbewahrungsbedingungen anzugeben.
Das Verbrauchsdatum ist abzugrenzen vom Mindesthaltbarkeitsdatum (empfohlene Aufbrauchsfrist), das angibt, ab wann der Verkäufer keine Gewährleistung mehr für die Qualität des Produkts übernimmt. Das Lebensmittel ist jedoch weiterhin verkehrsfähig.
Rechtsgrundlage ist Anhang X der Lebensmittel-Informationsverordnung. Bis 2017 galt für Deutschland zudem § 7a der Lebensmittel-Kennzeichnungsverordnung.